# Gerásimo II de Constantinopla
Gerásimo II de Constantinopla (em grego: Γεράσιμος Β΄; m. 6 de fevereiro de 1689) foi patriarca ecumênico de Constantinopla entre 1673 e 1674.

## História
Gerásimo II era natural da ilha de Quio. Ele entrou para o clero ainda muito jovem e foi bispo metropolitano de Brăila, na Romênia, e de Tarnovo, na Bulgária, que na época ainda eram províncias do Patriarcado Ecumênico de Constantinopla. Em 14 de agosto de 1673, Gerásimo foi eleito patriarca por intercessão do grande dragomano ("intérprete") da Sublime Porta, Panagiotis Nikousios.
Em dezembro de 1674, Gerásimo foi deposto e assumiu a metrópole de Quio. Em 1676, ele tentou sem sucesso recuperar o trono e acabou assumindo o controle da metrópole da ilha de Andros, da qual foi deposto em 1678. Em seguida, ele se tornou metropolitano de Paronaxie, de onde foi removido por ordem do patriarca Dionísio IV.
Finalmente Gerásimo pediu proteção aos venezianos, que na época controlavam controlavam o Egeu. Josafá, seu sucessor em Paronaxie, ofertou-lhe o Mosteiro de São Ciríaco em Naxos, onde morreu em 6 de fevereiro de 1689.